# Itaewon (métro de Séoul)
Itaewon est une station de la ligne 6 du métro de Séoul. Elle est située dans l'arrondissement de Yongsan-gu et le quartier de Itaewon-dong, à Séoul en Corée du Sud.